# Victor François Desvignes
Victor François Desvignes   (Trèveris, 5 de juny de 1805 - Metz, 30 de desembre de 1853) fou un músic compositor francès.
Després de dirigir diverses orquestres de teatre de províncies, passà a Metz, on fundà una escola de música que el 1841 fou declarada sucursal del Conservatori de París. En la mateixa ciutat també fundà una societat de concerts, i va escriure nombroses composicions instrumentals i vocals, cors, canons, un Stabat Mater i les òperes Lequel des trois, i La belle au bois dormant.